# 구라다테정
구라다테정(蔵舘町)은 아오모리현 미나미쓰가루군에 있던 정이다.

## 연혁
- 1889년 4월 1일 - 정촌제 시행에 의해 미나미쓰가루군 나가미네촌, 고기촌, 고마키촌, 가라우시촌, 구라다테촌을 합병해, 구라다테촌이 발족하였다.
- 1896년 2월 1일 - 미나미쓰가루군 오와니촌과와 경계의 일부를 변경하였다.
- 1951년 12월 1일 - 정제를 시행해 구라다테정이 되었다.
- 1954년 7월 1일 - 미나미쓰가루군 구 오와니정과 합병해 새로운 오와니정을 신설해 소멸하였다.